# یوکو اوگا
یوکو اوگا (انگلیسی: Yuko Oga؛ زادهٔ ۱۷ اکتبر ۱۹۸۲) بازیکن بسکتبال اهل ژاپن است.
از باشگاه‌هایی که در آن بازی کرده‌است می‌توان به فینکس مرکوری اشاره کرد.
وی در مسابقات کشوری و بین‌المللی در مجموع برندهٔ ۱ مدال طلا، ۱ مدال نقره، ۵ مدال برنز شده‌است.